# بانسان
بانسان (بالإنجليزية: Bansaan) جزيرة فلبينية تقع في قبالة الساحل الشمالي الأوسط لجزيرة بوهول وهي جزء من بلدية طاليبون.

.

## جغرافية
تقع جزيرة بانسان قبالة الساحل الشمالي الأوسط لجزيرة بوهول الرئيسية. وتبعد 7 كيلومتر (4.3 ميل) من شمال طاليبون، وموقعها الجغرافي عند خط العرض 10˚13.0 «إلى 10˚13.5» وخط الطول 124˚18.5 «إلى 124˚20.0». ويمكن الوصول إليها عن طريق قارب ضخ من طاليبون في البر الرئيسي لبوهول.

## الجغرافيا الطبيعية(1)
تتكون جزيرة بانسان، وهي جزيرة على شكل بوميرانج، من الشعاب المرجانية المرتفعة وجزء من الشعاب المرجانية الأكبر في كاليتوبان، وهي مجموعة من جزر الشعاب المرجانية المتناثرة والمنخفضة تقع قبالة الساحل الشمالي الغربي لجزيرة بوهول. أعلى ارتفاع 1.5 متر فوق مستوى سطح البحر.

## هامش
1.فيزيوجغرافيا أو الجغرافيا الطبيعية: هو العلم الذي يدرس الظواهر الطبيعية على سطح الأرض من حيث توزيع اليابسة والماء والتضاريس وأشكال السطح والغلاف الجوي والغلاف الحيوي مما لم يتدخل فيه الإنسان.